# 寵物店

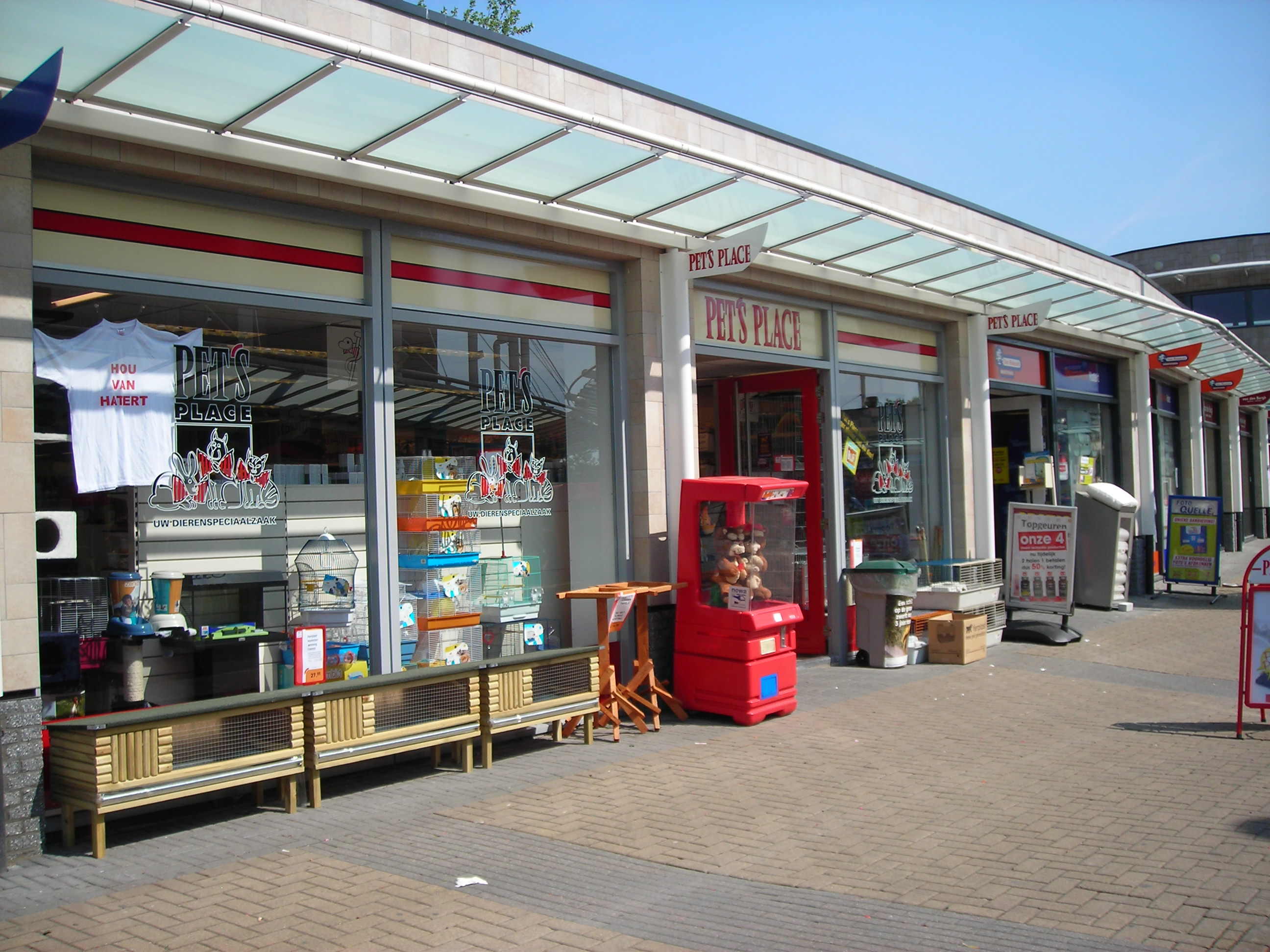
寵物店

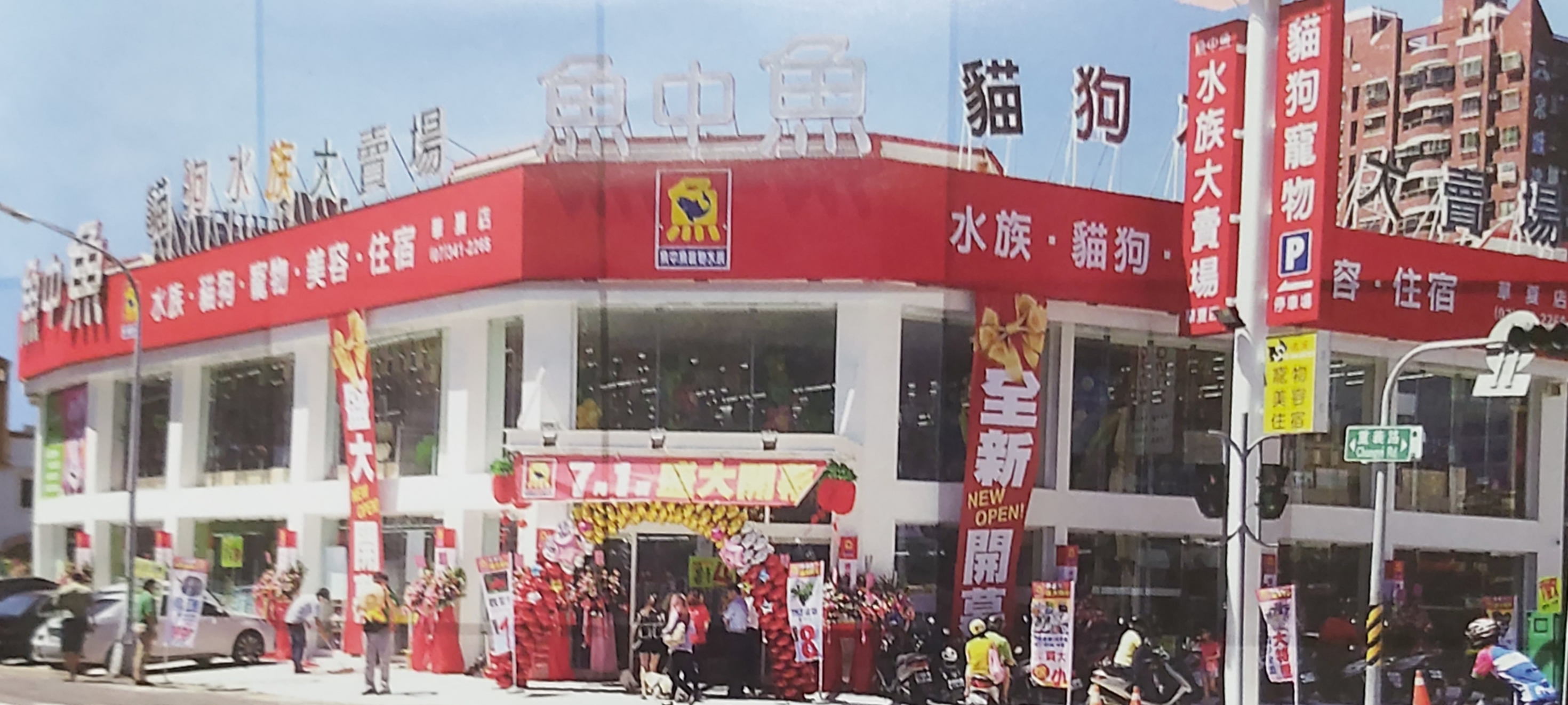
臺灣大型連鎖寵物店——魚中魚

寵物店是從事買賣寵物活體：狗、貓、寵物鼠兔、鳥、水族等各種寵物，及寵物日常食物、家居用具、設施的零售商店。 在供應鏈中，寵物店的上游供應商是大量繁殖猫狗寵物的養殖場或是進口寵物食品、寵物用品的進口商；而寵物店的顧客是喜愛飼養寵物的消費者、飼主。也有一些是買寵物給子女作為禮物的家長，或是戀愛追求者買給朋友的禮物等。
有些水族館是兼賣金魚、錦鯉的寵物店。而專賣寵物觀賞鳥、鸚鵡的寵物店，另外稱為雀仔店。
還有一些賣植物的也叫寵物店  例如 : 水植寵物店

## 相關
- 愛護動物協會
- 領養服務
- 暫託服務
- 寵物酒店、餐廳、美容院
- 寵物旅館
- 獸醫
- 繁殖場
- 流浪犬